# Стрелков, Александр Фёдорович
Алекса́ндр Фёдорович Стрелко́в (10 марта 1923 — 8 марта 2000) — советский архитектор, проектировщик наземных и подземных объектов Московского метрополитена. С 1967 по 1978 год — главный архитектор института «Метрогипротранс».

## Биография
Родился 10 марта 1923 года. Участник Великой Отечественной войны. С августа 1941 года по февраль 1942-го — на Ленинградском фронте, командир отделения автоматчиков 38 особой стрелковой бригады. Награждён медалью «За отвагу». 20 февраля 1941-го бригада участвовала в окружении 16 немецкой армии. «Стрелков со своим отделением первым ворвался в деревню Пенно (в 6 км от Старой Руссы) и заняли её. Продвигаясь далее у села Прусское Стрелков был ранен пулей в грудь с раздроблением головки плеча», — говорится в наградном листе. Получил статус инвалида Великой Отечественной войны.
В 1948 году окончил МАрхИ. С 1948 по 1952 год работал в Центральных архитектурных мастерских Министерства путей сообщения. В 1952 году вступил в Союз архитекторов СССР. С 1952 по 1965 год работал в институте «Метрогипротранс» — в качестве главного архитектора проекта, а затем — главного архитектора отдела ПГС. 1965—1967 годах — руководитель архитектурной мастерской ГИПРО HИИ Академии наук СССР.
В 1967—1978 годах — главный архитектор института «Метрогипротранс». На этой должности начал бороться за узнаваемость станций, индивидуальный облик архитектуры метро. Добился того, чтобы был объявлен конкурс на группу станций Ждановско-Краснопресненской линии. Возглавил работы по проектированию пересадочного узла «Площадь Ногина» (ныне — «Китай-город»). В числе других проектировщиков и строителей центрального участка линии — лауреат премии Совета Министров СССР за 1977 год. 1978—1979 гг. — начальник отдела по делам строительства и архитектуры БАМа Госстроя РСФСР.
Скончался в 2000 году. Похоронен на Троекуровском кладбище (участок 9).

## Основные произведения

### Станции Московского метрополитена
| Название станции            | Линия | Год запуска | Соавторы                                                     |
| --------------------------- | ----- | ----------- | ------------------------------------------------------------ |
| Новослободская              | @5    | 1952        | А. Н. Душкин                                                 |
| Смоленская (вестибюль)      | @3    | 1953        | О. А. Великорецкий                                           |
| Ленинский проспект          | @6    | 1962        | Н. А. Алёшина, Ю. В. Вдовин, В. Г. Поликарпова, А. А. Марова |
| Октябрьская                 | @6    | 1962        | Н. А. Алёшина, Ю. В. Вдовин                                  |
| Выхино                      | @7    | 1966        | В. А. Черёмин                                                |
| Китай-город (западный зал)  | @7 @6 | 1971        | Л .В. Лилье, В. А. Литвинов, М. Ф. Марковский                |
| Китай-город (восточный зал) | @7 @6 | 1971        | Л. В. Малашонок                                              |
| Баррикадная (с вестибюлем)  | @7    | 1972        | В. Г. Поликарпова                                            |
| Лубянка (реконструкция)     | @1    | 1973        | Н. А. Алёшина                                                |
| Авиамоторная                | @8    | 1979        | В. И. Клоков, Н. И. Демчинский, Ю. А. Колесникова            |

### Другие постройки
Эскалаторная галерея на Ленинских горах (1959, снесена; открыта после реконструкции в 2022 году); лифтовые подъёмники с тоннелями на территориях санаториев в Сочи и Ливадии (1962—1965); нейтринная станция ФИАН им. Лебедева в Баксанском ущелье (1967). Автор интерьеров высотного здания на площади Красных Ворот и проекта жилого дома на проспекте Мира.

## Награды
- Премия Совета Министров СССР (1977)[1]
- Орден Трудового Красного Знамени[1]
- Орден «Знак Почёта»[1]
- Орден Отечественной войны II степени
- Медаль «За отвагу»[1]

## Цитаты
Думаю, что ликование природы, запечатлённое в камне, может породить в душе человека такой искренний эмоциональный отклик, какого не вызовешь самым изощрённым декором. 
Московский метрополитен доказал всему миру полезность красоты в такой же мере, как и функциональную необходимость этого массового транспортного средства. Он решительно повлиял на всю мировую практику метростроения. Сегодня все новейшие линии метрополитенов в мире строятся и проектируются с активным участием архитекторов и художников.

## Галерея
| - «Новослободская», центральный зал - «Смоленская», вестибюль - «Ленинский проспект», центральный зал - «Китай-город», Западный зал (южное направление) - «Баррикадная», центральный зал - «Авиамоторная», торец центрального зала |